# ニルソン図
ニルソン図（ニルソンず、英: nilsson diagram）とは、原子核における一粒子エネルギーが変形度ととも変化する様子を表した図である。この図には、球形の原子核において見出された魔法数が変形した状態にも出現する様子が示されており、この変形した状態における魔法数のことを変形魔法数と呼ぶ。変形魔法数の原子核においては、変形した状態が安定して存在することが示唆される。